# Rémy Vita
Pour les articles homonymes, voir Vita (homonymie).
Rémy Vita, né le 1er avril 2001 à Alençon en France, est un footballeur international comorien qui évolue au poste d'arrière gauche au CD Tondela.

## Biographie

### En club
Après avoir commencé le football à l'US Alençon, il rejoint le centre de formation du SCO Angers à 15 ans. Au bout de deux ans, il n'est pas conservé.

#### ESTAC Troyes
Il prend alors la direction de l'ESTAC Troyes où il évolue dans un premier temps avec les U19 et en équipe réserve en National 3. Il intègre le groupe professionnel lors de la préparation de la saison 2020-2021 et est titularisé lors de la première journée face au Havre AC (victoire 2-0).

#### FC Bayern Munich II
Après cinq petites apparitions sous le maillot troyen, il prend la direction du FC Bayern Munich II début octobre 2020. Il fait ses débuts en 3. Liga le 21 octobre 2020 contre le FC Viktoria Cologne 1904 (défaite 3-2). Quatre jours plus tard, il inscrit son premier but lors de la victoire 2-0 contre le SV Waldhof Mannheim. Ses bonnes performances lui permettent tout d'abord de faire une apparition sur le banc de l'équipe première, le 10 avril 2021 contre l'Union Berlin (1-1), puis d'effectuer le stage de préparation d'avant-saison lors de l'été 2021. Il commence sa saison 2021-2022 en Regionalliga Bavière (quatrième division), l'équipe réserve ayant été reléguée la saison précédente.

##### Prêt au Barnsley FC
Le 2 septembre 2021 il est prêté au Barnsley FC en Championship. Arrivé blessé au genou, il doit se contenter d'apparitions sur le banc.

### En sélection
Rémy Vita possède des origines malgaches venant de son père et par conséquent, l'Équipe de Madagascar de football est une option pour lui.
En septembre 2024, le site d'information malgache Newsmada indique que Vita a finalement décidé de jouer pour l'équipe des Comores de Football, quittant ainsi le groupe malgache convocable pour la Coupe d'Afrique des Nations de Football 2025.

## Palmarès
ES Troyes AC
- Championnat de France de deuxième division (1) :
  - Champion : 2020-21.